# Chářovice
Chářovice är en ort i Tjeckien.   Den ligger i regionen Mellersta Böhmen, i den centrala delen av landet, 30 km söder om huvudstaden Prag. Chářovice ligger 319 meter över havet och antalet invånare är 155.
Terrängen runt Chářovice är huvudsakligen platt, men norrut är den kuperad. Runt Chářovice är det ganska tätbefolkat, med 65 invånare per kvadratkilometer. Närmaste större samhälle är Benešov, 8,9 km sydost om Chářovice. Omgivningarna runt Chářovice är en mosaik av jordbruksmark och naturlig växtlighet.